# OSCAR 5
OSCAR 5 (auch Australis, Australis-OSCAR 5 oder AO-5) ist ein australischer Amateurfunksatellit.
Er wurde am 23. Januar 1970 mit einer Thor Delta von der Vandenberg Air Force Base in Kalifornien gestartet, als Sekundärnutzlast mit dem Wettersatelliten TIROS-M.
Der Satellit wurde von Studenten der University of Melbourne gebaut und sendete Telemetriesignale im 2-Meter-Band und im 10-Meter-Band. Er war der erste Satellit, der von AMSAT geplant wurde und der erste Amateurfunksatellit, dessen Sender ferngesteuert wurde.